# Gółka wonna

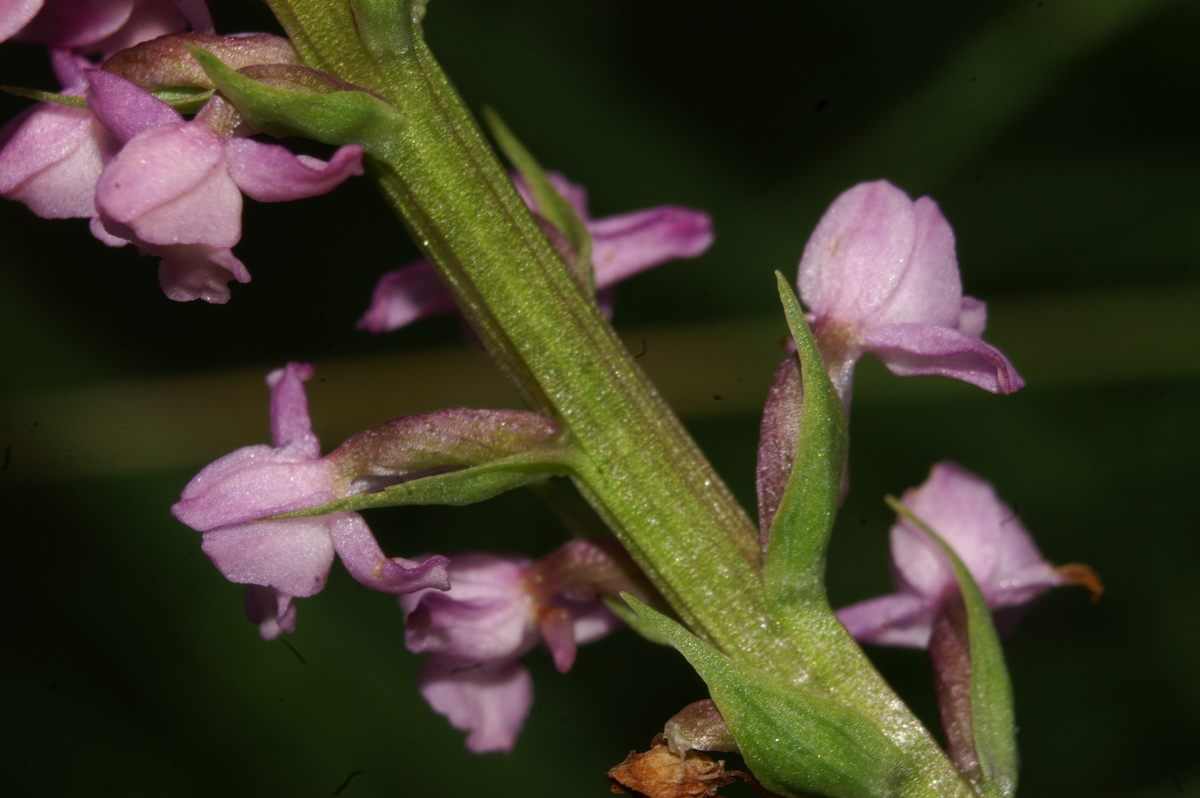

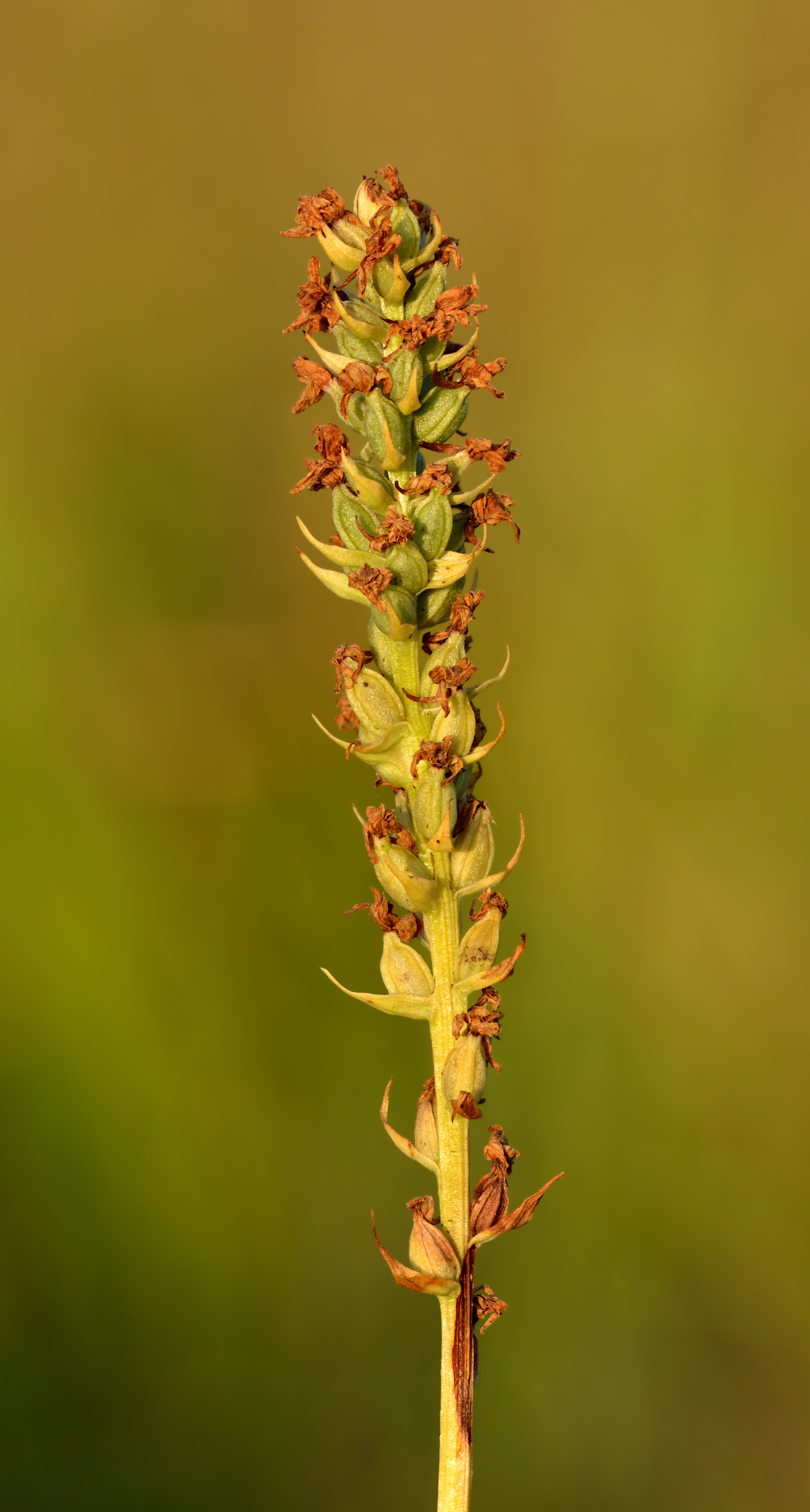
Owocostan

Gółka wonna Gymnadenia odoratissima (L.) Rich. – gatunek rośliny  należący do rodziny storczykowatych (Orchidaceae). Występuje w Europie, sięgając aż po Skandynawię. W Polsce wyłącznie w Tatrach i jest tutaj dość częsta. Dawniej występowała również w Sudetach, ostatnio nie potwierdzono jej występowania tutaj, odnotowano natomiast jej stanowisko w Puszczy Rominckiej na Mazurach. Roślina rzadka.

## Morfologia

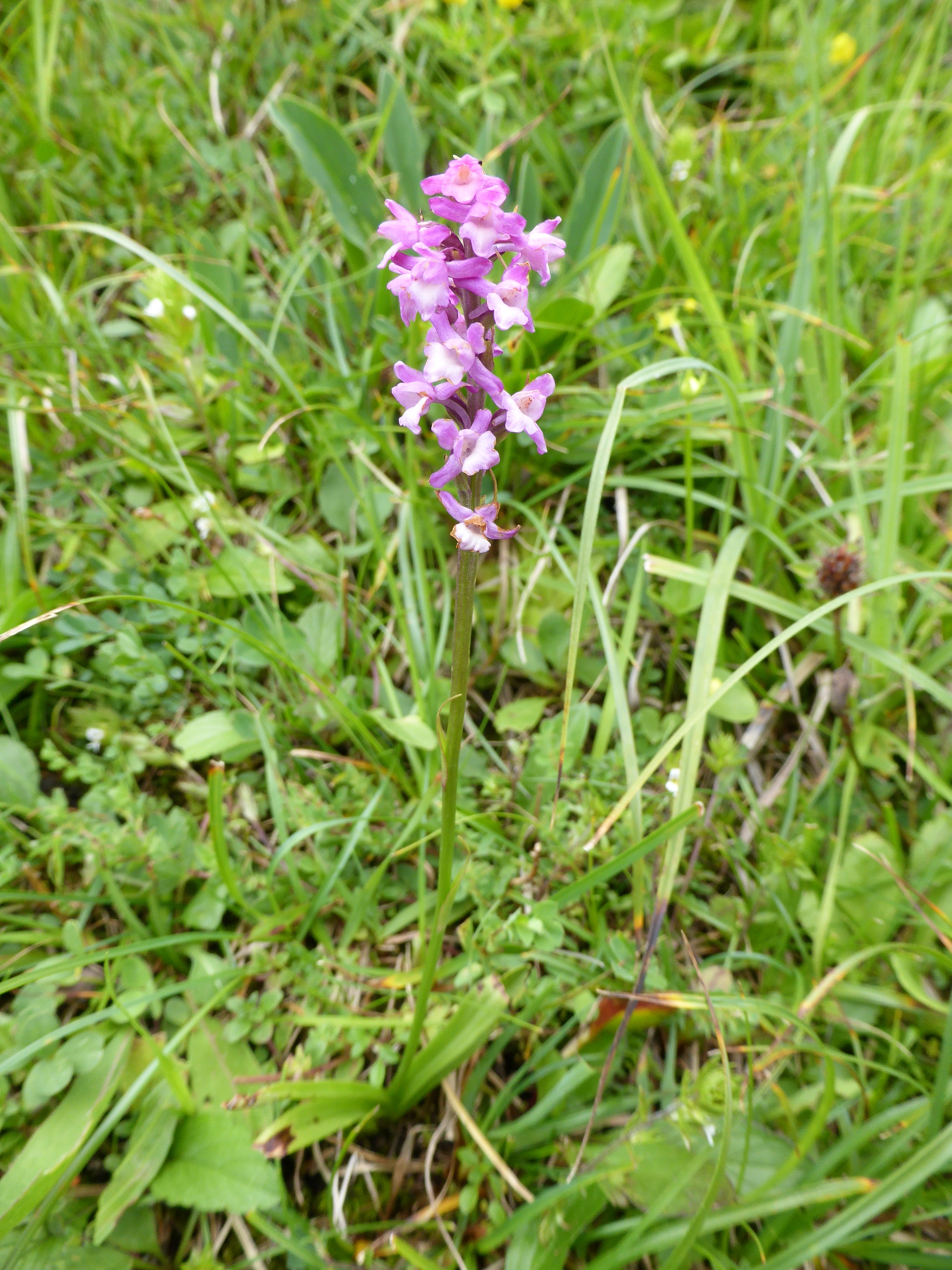
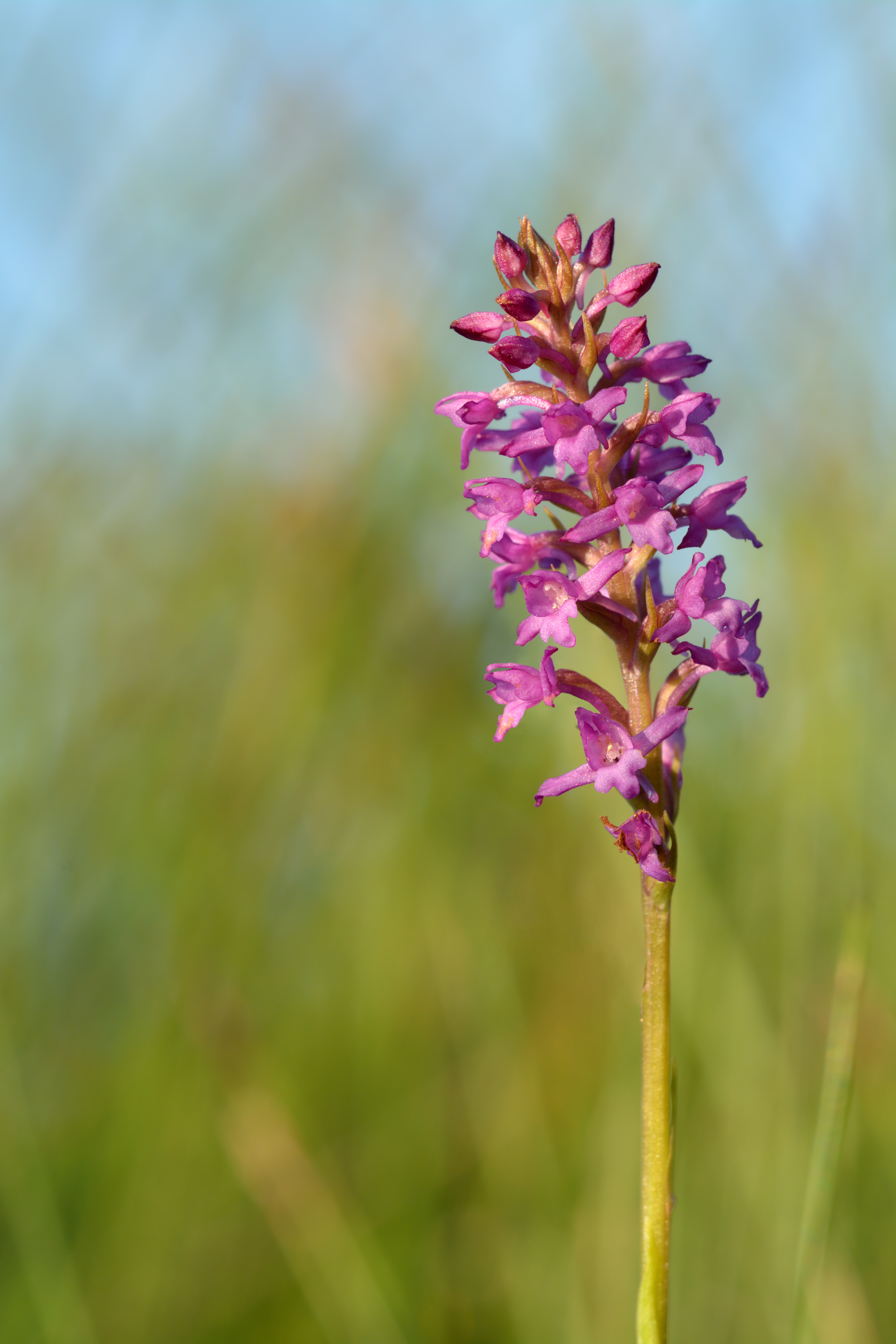
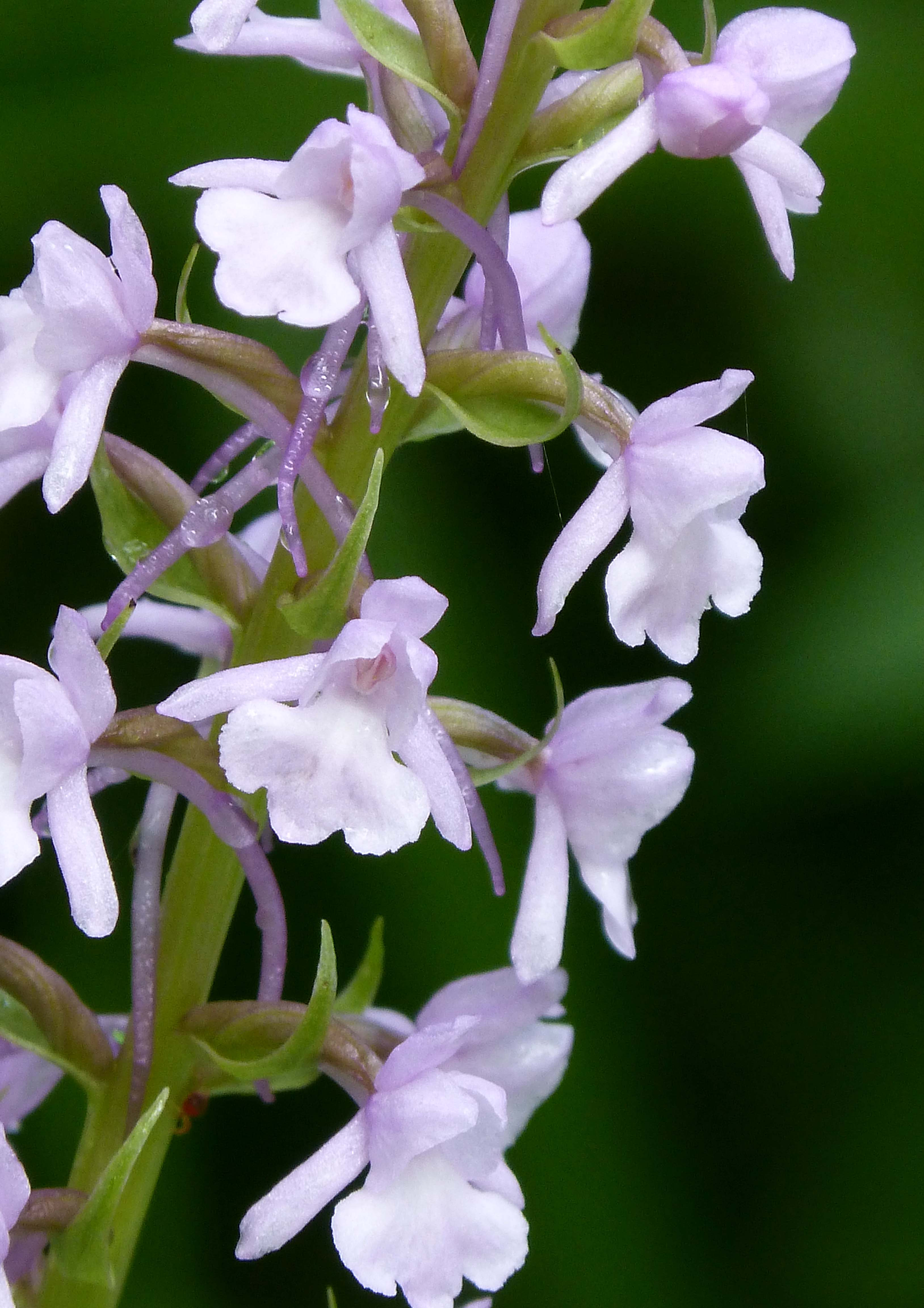
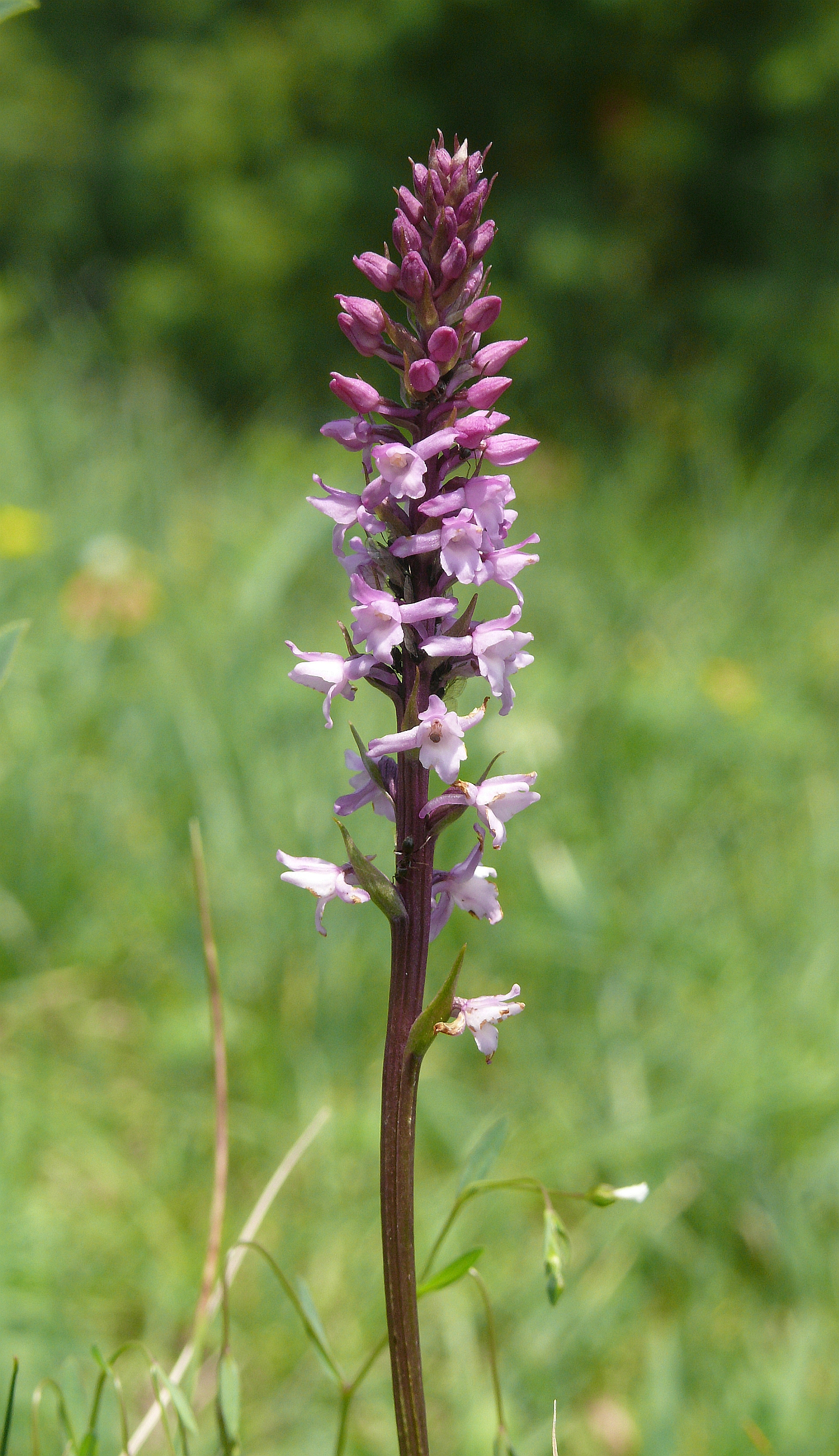

ŁodygaWzniesiona, pojedyncza, o wysokości 20- 50 cm, słabo ulistniona. Jest cienka (grubość około 2 mm). Pod ziemią roślina posiada dwudzielne, dłoniasto rozcięte bulwy.
LiścieWyrastające u podstawy pędu są równowąskie, z kilem i bezplamiste. Mają długość 8-16 cm i szerokość 0,2-0,7 cm. Liście wyrastające wyżej są znacznie mniejsze.
KwiatyNa szczycie łodygi, zebrane w luźny, walcowaty kwiatostan o długości 4-11 cm, zawierający 25-80 kwiatów. Barwa kwiatów od różowej do jasnoczerwonej, czasami (rzadko) zdarzają się kwiaty białe. Lancetowate przysadki mają długość 5-11 mm, szerokość 1,7-2,5 mm i są mniej więcej tej samej długości, co zalążnia. Boczne, zewnętrzne listki okwiatu odstające, skośnie jajowate. Dwa listki wewnętrzne i listek środkowy są stulone na kształt hełmu. Warżka ma długość 3,8-5,5 mm, szerokość 3,4-4 mm, jest 3-łatkowa i nie posiada rysunku. Środkowa łatka warżki jest wyciągnięta, a boczne zaokrąglone. Walcowata ostroga ma rozmiar 3,7-5,5 × 0,5-0,7 mm i wytwarza nektar. Pollinarium posiada trzoneczek z oddzielnymi, nagimi uczepkami. Pyłkowiny są jasnożółte.
OwocZawierająca liczne i bardzo drobne nasiona torebka o długości rozmiarach 4,5-6 x 3-4 mm.

## Biologia i ekologia
RozwójBylina, geofit. Kwitnie od maja do sierpnia, ma kwiaty przyjemnie pachnące wanilią. Wytwarza nektar gromadzący się w ostrodze. Zapylana jest przez niewielkie motyle dzienne, kraśnikowate oraz ćmy. Zapylenie krzyżowe z dużym odsetkiem wytworzonych nasion.
SiedliskoW Europie rośnie na wapiennych skałach w ubogich górskich murawach, na torfowiskach niskich, łąkach trzęślicowych oraz w świetlistych lasach sosnowych. W górach Europy dochodzi do wysokości 2600 m n.p.m. W Tatrach występuje po piętro halne, najwyżej położone stanowiska ma na Ornaku. Rośnie na halach, w zaroślach i na skalistych zboczach. Preferuje stanowiska słoneczne, znosi przejściowe zacienienie.
FitosocjologiaGatunek charakterystyczny dla klasy (Cl.) Erico-Pinetea.
ZmiennośćTworzy mieszańce z gółką długoostrogową, kukułką plamistą i k.  Traunsteinera.

## Zagrożenia i ochrona
W Polsce gatunek objęty ścisłą ochroną gatunkową. Umieszczony na polskiej czerwonej liście w kategorii NT (bliski zagrożenia). Na swoich stanowiskach w Tatrach nie jest zagrożony.